# Berliner Antisemitismusstreit
Der Berliner Antisemitismusstreit war eine öffentliche Debatte von 1879 bis 1881 im Kaiserreich über den Einfluss des Judentums, die „Judenfrage“. Er wurde damals als Treitschkestreit oder Treitschkiade bezeichnet und erhielt erst mit einer Sammlung von Dokumenten durch Walter Boehlich aus dem Jahr 1965 seinen heute üblichen Namen. Auslöser war ein Aufsatz des konservativ-preußischen Historikers und Reichstagsabgeordneten Heinrich von Treitschke, zu dem verschiedene Politiker und Intellektuelle Stellung bezogen, darunter 1880 auch der Althistoriker Theodor Mommsen.
Der Streit machte das Schlagwort Antisemitismus, das Moritz Steinschneider 1860 geprägt und der Journalist Wilhelm Marr 1879 in Umlauf gebracht hatte, landesweit publik und trug die Diskussion darüber in das deutsche Bildungsbürgertum und die Universitäten hinein. Er gab den Forderungen der Berliner Bewegung um Adolf Stoecker nach Begrenzung der Judenemanzipation ein Forum. Die im August 1880 gestartete Antisemitenpetition, die Juden von allen hohen Staatsämtern ausschließen und die jüdische Einwanderung stoppen wollte, erhielt so Aufmerksamkeit und Zustimmung.

## Politischer Kontext
Nach dem Gründerkrach von 1873 befand sich das Deutsche Reich in der „Großen Depression“. Zur industriellen Krise kam eine Agrarkrise hinzu, die in der Konkurrenz des billigeren überseeischen Getreides ihre Ursache hatte. Schwerindustrielle und Großgrundbesitzer forderten gemeinsam Schutzzölle und gewannen über ihre Verbände zunehmend politischen Einfluss. Ihr Ziel war, Reichskanzler Bismarck von den Liberalen zu trennen, die weiterhin am Freihandel festhielten und den weiteren Abbau der Zollschranken forderten. Bismarck, dessen Finanzberater Gerson von Bleichröder Jude war, hatte ein Jahrzehnt lang Freihandelspolitik verfochten und war von den jüdischen Führern der Liberalen im Reichstag Eduard Lasker und Ludwig Bamberger gestützt worden. Er vollzog 1878/1879 eine politische Wende, wandte sich den konservativen Parteien und dem katholischen Zentrum zu und führte wieder Zölle auf Getreide und Eisen ein. Damit zog er auch den liberalen Mittelstand, der durch die Wirtschaftskrise hart getroffen worden war, an sich. Die Sozialistengesetze waren verabschiedet worden und hielten die Sozialdemokratie in Schach.
Diese konservative Wende war ein politischer Erdrutsch und bedeutete das Ende des Liberalismus, der politischen Heimat der meisten deutschen Juden, als politisch beherrschender Kraft in der nationalen Politik. Wegen der Zustimmung der Nationalliberalen Partei zu den Sozialistengesetzen verschärften sich ihre Flügelkämpfe bis in die Nähe einer Parteispaltung. Den liberalen Kurs, den Ludwig Bamberger und Eduard Lasker befürworteten, stützten weiterhin die Vertreter von Banken und Handel. Der rechte Flügel der Nationalliberalen wurde weniger liberal, er suchte die Nähe zur Macht.
Zugleich wurde im Herbst die antisemitische Agitation im Kaiserreich verstärkt. Adolf Stoecker hatte nach Misserfolgen seiner 1878 gegründeten Christlich-sozialen Partei am 16. September 1879 mit einer Rede „Unsere Forderungen an das Judentum“ gestellt, um damit unzufriedene Kleinbürger und Handwerker, aber auch konservative Großbürger als neue Wähler zu gewinnen. Das kulturpessimistische und rassistische Buch von Wilhelm Marr Der Sieg des Judenthums über das Germanenthum fand damals reißenden Absatz. Die Antisemiten, die bisher als Vereinigung der Verlierer des neuen Deutschen Reiches wenig Zulauf gefunden hatten, profitierten von Bismarcks Wende. Es fanden sich politische Führer, die seinen Bruch mit dem Liberalismus begrüßten und den Antisemitismus benutzten, um den nationalen Geist zu verstärken, von dem das deutsche Reich noch zu wenig zu haben schien. Heinrich von Treitschke, Abgeordneter der Nationalliberalen Partei im Reichstag, vertrat wie viele Bildungsbürger den nationalen und konservativen Kurs, der die neue Politik des Reichskanzlers unterstützte.

## Der Auslöser

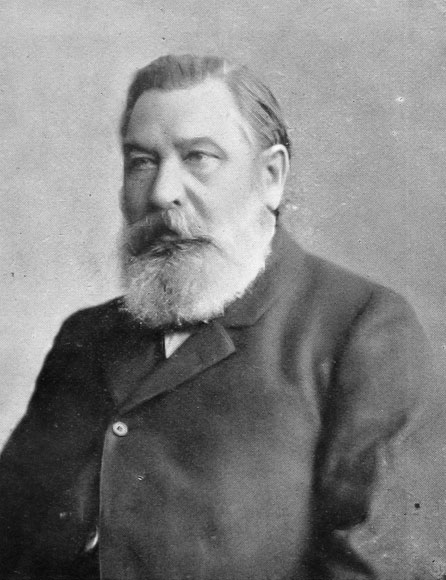
Heinrich von Treitschke

Am 15. November 1879 veröffentlichte Treitschke in den von ihm herausgegebenen Preußischen Jahrbüchern einen Aufsatz mit dem Titel „Unsere Aussichten“. Gut zwei Drittel bestanden aus einem Jahresrückblick auf die Außen- und Innenpolitik des Deutschen Reiches. Er begrüßte Bismarcks Verhalten auf dem Berliner Kongress vom Juli des Jahres als Ausdruck nationalen Selbstbewusstseins, das sich auf weltanschauliche und kulturelle Homogenität stütze. Der Vollendung der äußeren Einheit müsse die „innere Reichsgründung“, nämlich ein „gekräftigtes Nationalgefühl“ folgen. Das „constitutionelle Königthum“ sei gegen „innere Reichsfeinde“ offensiv zu verteidigen.
Auf den letzten fünf Seiten thematisierte Treitschke Gefahren, die er für die nationale Einheit zu erkennen glaubte. Er sah sie durch „die weichliche Philanthropie unseres Zeitalters“ und eine „nationale Sonderexistenz“ der deutschen Juden bedroht und behauptete, sie seien Gegner der nationalen Einigung Deutschlands und nicht willens zur gesellschaftlichen Assimilation. Gleichwohl seien sie Deutschland für die Emanzipation Dank schuldig:

„[…] denn die Theilnahme an der Leitung des Staats ist keineswegs ein natürliches Recht aller Einwohner, sondern jeder Staat entscheidet darüber nach seinem freien Ermessen.“

Daher müssten die Juden „sich den Sitten und Gedanken ihrer christlichen Mitbürger annähern“ und „Pietät zeigen gegen den Glauben, die Sitten und Gefühle des deutschen Volks, das alte Unbill längst gesühnt und ihnen die Rechte des Menschen und des Bürgers geschenkt hat […]“, indem sie nun „auch innerlich Deutsche werden“. Er entrüstete sich über ihren vermeintlichen Undank und Egoismus:

„Kaum war die Emancipation errungen, so bestand man dreist auf seinem ‚Schein‘; man forderte die buchstäbliche Parität in Allem und Jedem und wollte nicht mehr sehen, dass wir Deutschen denn doch ein christliches Volk sind […]“

Dagegen sei mit Recht eine „natürliche Reaktion des germanischen Volksgefühls gegen ein fremdes Element“ entstanden:

„[…] der Instinkt der Massen hat in der That eine schwere Gefahr, einen hochbedenklichen Schaden des neuen deutschen Lebens richtig erkannt: es ist keine leere Redensart, wenn man heute von einer deutschen Judenfrage spricht.“

Wie schon Ernst Moritz Arndt (1821) beschwor er einen angeblichen Zustrom jüdischer Einwanderer aus den polnischen Gebieten des Russischen Reiches bzw. Österreich-Ungarns:

„Über unsere Ostgrenze aber dringt Jahr für Jahr aus der unerschöpflichen polnischen Wiege eine Schaar strebsamer hosenverkaufender Jünglinge herein, deren Kinder und Kindeskinder dereinst Deutschlands Börsen und Zeitungen beherrschen sollen; die Einwanderung wächst zusehends, und immer ernster wird die Frage, wie wir dies fremde Volksthum mit dem unseren verschmelzen können.“

„Der Jude“ sitze bereits „in tausenden deutscher Dörfer“, wo er „seine Nachbarn wuchernd“ ausverkaufe. Die Diskussion dieser Frage werde nur durch die „Tabuisierung jüdischer Schwäche“ in der Presse gehemmt. Dieses Tabu gelte es zu brechen. Treitschke verlangte wie Stoecker, Juden sollten ihre angebliche Überheblichkeit zurücknehmen. Sie seien „Deutsch redende Orientalen“, die auf ihren traditionellen Unterschieden beharrten; daher müsse von ihnen Bescheidenheit, Demut, Toleranz gegenüber den Deutschen verlangt werden. Er forderte „unsere israelitischen Mitbürger“ auf:

„Sie sollen Deutsche werden, sich schlicht und recht als Deutsche fühlen – unbeschadet ihres Glaubens und ihrer alten heiligen Erinnerungen, die uns allen ehrwürdig sind; denn wir wollen nicht, daß auf die Jahrtausende germanischer Gesittung ein Zeitalter deutsch-jüdischer Mischcultur folge.“

Das gesellschaftliche Klima jener Zeit fasste er mit dem Satz zusammen:

„Bis in die Kreise der höchsten Bildung hinauf, unter Männern, die jeden Gedanken kirchlicher Unduldsamkeit oder nationalen Hochmuths mit Abscheu von sich weisen würden, ertönt es heute wie aus einem Munde: die Juden sind unser Unglück!“

Treitschke verstand die Gleichberechtigung der Juden nicht als Element unveräußerlicher Menschenrechte, die der Nationalstaat zu schützen habe, sondern als Geschenk der preußischen Monarchie, die daher Ansprüche an die Beschenkten stellen könne. Der Führungsanspruch einer als Leitkultur aufgefassten Synthese von Deutschtum und Christentum stand für ihn außer Frage. Auf dieser Basis griff er fremdenfeindliche Stereotypen auf, die vorher nur von antisemitischen Agitatoren zu hören waren: Er beschwor die nationale Einheit gegen eine angeblich unzuverlässige und fremdartige Minderheit, berief sich auf „Volkes Stimme“, schürte Überfremdungsängste und die Verschwörungstheorie eines angeblichen jüdischen Vormachtstrebens, zeigte Verachtung für Zuwanderer, ihre Berufe und ihre Kultur, aber auch für die Liberalen, die der vermeintlichen Gefahr einer „Mischcultur“ nicht entgegentreten wollten. Er vertrat dies bewusst als Tabubruch eines bis dahin gültigen liberalen Meinungskonsenses und bot zuletzt eine einprägsame Parole an.
Dabei nahm der angesehene Historiker scheinbar die Rolle des objektiven Beobachters von Zeiterscheinungen ein und grenzte sich vom „Radau-Antisemitismus“ ab. Dessen Ursache sah er bei den Juden, die er als Nichtdeutsche fremden Ursprungs beschrieb. So gab er sich im weiteren Verlauf sogar als Kämpfer gegen antisemitische Umtriebe aus. Damit trug er den Antisemitismus in das intellektuelle und akademische Bürgertum hinein.

## Jüdische, christliche und liberale Reaktionen
Bis zum Sommer 1880 reagierten fast nur politische Gegner und jüdische Akademiker auf Treitschkes Angriffe. Die Öffentlichkeit nahm den Streit daher zunächst als Kontroverse zwischen einem angesehenen deutschen Professor und einigen betroffenen Juden wahr, die seine Angriffe abzuwehren versuchten.
Am 9. Dezember 1879 wies die von Ludwig Philippson redigierte Allgemeine Zeitung des Judenthums mit einem Leitartikel auf die fehlenden Belege hin, die man von einem „Kenner der deutschen Geschichte“ eigentlich erwarten konnte, und stellte Treitschkes Aussagen über jüdische Börsenjobber, Zeitungsmagnaten und Hosenverkäufer in eine Linie mit mittelalterlicher Pogromhetze:

„Es sind dies nichts anderes als die alten Beschuldigungen der Brunnenvergiftung, der Hostienentweihung, der Schuld am ‚Schwarzen Tod‘ usw. in neuer Gestalt … um sie [die Juden] dem Volke verächtlich und verhaßt zu machen ... Und dazu giebt sich auch ein Herr von Treitschke her!“

Als erster Akademiker reagierte der Breslauer Rabbiner und Philosoph Manuel Joël (1826–1890) im Dezember 1879 mit einem offenen Brief, in dem er Treitschke vorwarf, die Juden zu Unrecht allein für Missstände im Land verantwortlich zu machen und damit erst recht als Sonderkörper […] im nationalen Organismus zu isolieren. Treitschke übertreibe die angebliche Masseneinwanderung aus Polen. Jüdischer und germanischer Geist seien miteinander verträglich, da das Christentum jüdischen Ursprungs sei.
Der zum Protestantismus konvertierte Paulus Cassel veröffentlichte ebenfalls noch im Dezember seine Schrift Wider Heinrich von Treitschke. Für die Juden. Er war zunächst der einzige Christ, der den Angriffen öffentlich entgegentrat.
Von Ludwig Bamberger erschien im Januar 1880 in der Zeitschrift Unsere Zeit. Deutsche Revue der Gegenwart der lange Aufsatz Deutschtum und Judentum, der historische und politische Unzulänglichkeiten Treitschkes ironisch aufdeckte und das Selbstverständnis deutscher Juden erklärte. Er stellte abschließend fest:

„Darin hat Herr von Treitschke den Juden einen Dienst geleistet, dass er viele, die unter dem Eindruck der letzten Jahrzehnte sich Illusionen hingegeben, auf das wahre Sachverhältnis wieder aufmerksam machte … Es ist besser, die Juden kennen das Gefühl des Widerstrebens, welches unter dem Zwange der äußeren Höflichkeit sich verbirgt.“

Der jüdische Historiker Heinrich Graetz (1817–1891), Autor einer bis heute berühmten Geschichte der Juden, versuchte Treitschkes Vorwürfe als unhaltbar zu widerlegen. Er wollte nicht als jüdischer Nationalist betrachtet werden, betonte aber im letzten Band seines Werks, dass die Eigenart des „jüdischen Volksstamms“ in der Nachwirkung und Erinnerung seiner biblischen Berufung am Berg Sinai bestehe. Ohne Kenntnis dieses Ursprungs bleibe das Gemeinschaftsgefühl heutiger Juden unverständlich.

## Fortgang der Debatte
Treitschke griff Graetz mit einem zweiten Aufsatz persönlich an und stellte ihn als Beispiel für jüdischen „Todhass“ gegen bedeutende Vertreter deutscher Kultur hin. Er warf ihm vor, die Überlegenheit der jüdischen Rasse zu propagieren und die Anerkennung des Judentums als einer Nation in und neben der deutschen zu fordern. Die Überheblichkeit der Juden, die die Emanzipation nur zum eigenen Vorteil genutzt hätten, ohne sich zum Dank dafür anzupassen, habe die antijüdische Erregung des Volkes hervorgerufen. Er versuchte, die übermäßige Einwanderung der Ostjuden und den übergroßen Einfluss von Juden in Presse, Wirtschaft und Bankwesen mit Zahlen zu belegen, und behauptete, daß die Juden in Deutschland mächtiger sind als in irgendeinem Lande Westeuropas. Würden die Juden ihre Eigenart nicht vollständig aufgeben, so sei ihre Auswanderung in einen eigens zu begründenden Staat die einzige Lösung.
Graetz wies Treitschkes persönliche Angriffe zurück und zog sich aus der öffentlichen Debatte zurück. Er stand anfangs fast allein damit, die ihm unterstellte Konstruktion eines jüdischen „Staates im Staate“ zu widerlegen. Nur der Theologe Paulus Cassel und der Frankfurter Gymnasialprofessor Karl Fischer unterstützten ihn öffentlich.
Der Berliner Mediävist Harry Bresslau (1848–1926) wies in einem Brief an Treitschke den Ausspruch „Die Juden sind unser Unglück!“ zurück: Dies sei nur geeignet, den Abstand zwischen Juden und Deutschen zu vergrößern. Juden seien bis auf wenige Ausnahmen sehr wohl Deutsche. Ihre Bemühung, sich anzupassen, sei auf jeden Fall erkennbar. Er übernahm also die Annahme, dass Juden ursprünglich keine echten Deutschen seien und sich daher zum Dank für die rechtliche Gleichstellung zu assimilieren hätten.
Der Völkerpsychologe Moritz Lazarus (1824–1903) stellte in einem Vortrag zum Thema Was ist national die „Nationalfähigkeit“ des Judentums gleichwertig neben die beiden christlichen Konfessionen. Ein Nationalgefühl sei auch ohne die von Treitschke geforderte kulturelle Homogenität möglich. Diese Erkenntnis falle jedoch bei der überwiegenden Mehrheit sowohl der Deutschen als auch der Juden bisher auf unfruchtbaren Boden.
Treitschke antwortete auf beide mit seiner Schrift Noch einige Bemerkungen zur Judenfrage: Darin bezeichnete er Bresslaus Kritik als Beispiel einer übergroßen Empfindlichkeit der Juden und betonte, dass deren rechtliche Gleichstellung in Preußen 1869 keineswegs aus naturrechtlichen, sondern aus staatspolitischen Gründen erfolgt sei. Die Deutschen hätten dafür „Blutvermischung“ in Kauf genommen. Seither seien Übertritte zum Christentum zurückgegangen. Das Judentum dürfe nicht gleichwertig neben die evangelische und katholische Konfession treten. Denn in einem national selbstbewussten Staat könne dauerhaft nur eine Religion bestehen, sonst komme es immer zu Konflikten. Es sei nicht möglich, die christliche Religion zu relativieren; schon die Kinder müsse man das christliche Weltbild lehren. Dieses beinhalte auch, dass „Christus von den Juden unschuldig gekreuzigt wurde“ (siehe Gottesmord). Juden seien nicht assimilierbar, so lange sie sich vermehrten; nur wenn sie eine „verschwindende Minderheit“ blieben oder sich taufen ließen, sei ihre Ausweisung dauerhaft zu verhindern.
Weitere öffentliche Reaktionen verfassten der Marburger Philosoph Hermann Cohen (1842–1918) und Treitschkes innerparteilicher Gegner Heinrich Bernhard Oppenheim (1819–1880). Der Berliner Stadtverordnete und Statistiker Salomon Neumann (1819–1908) publizierte im Sommer 1880 die demographische Studie Die Fabel von der jüdischen Masseneinwanderung, die anhand offizieller preußischer Statistiken nachwies, dass es keine nennenswerte jüdische Einwanderung, sondern nur eine Binnenwanderung gab.

## Antisemitische Reaktionen
Von den konservativen Zeitungen hatte anfangs nur die der katholischen Zentrumspartei nahestehende „Germania“ schon am 28. November 1879 Stellung bezogen: Sie druckte Treitschkes ersten Aufsatz teilweise ab und wies ihre Leser darauf hin, dass dieser ihre judenfeindliche Agitation seit 1873 bestätigt habe.
Wilhelm Marr und andere Antisemiten begrüßten Treitschke emphatisch als Bundesgenossen, der ihre Position mit seiner wissenschaftlichen Autorität aufwerte. Ab Januar bis April 1880 nahmen antisemitische Stimmen in der Presse wie auch unter Akademikern zu. So erschien im „Reichsboten“ ein Artikel über Treitschkes Bedeutung für die „antisemitische Bewegung“. Auch die von Wilhelm Marr gegründete, damals bereits aber nicht mehr von ihm redigierte „Deutsche Wacht“ begrüßte Treitschkes Forderungen als Zustimmung zu ihrer Agitation.
Der ansonsten unbekannte Wilhelm Endner beantwortete im Januar 1880 Bresslaus Schrift. Treitschkes Antwort darauf sei zu milde gewesen. Von den Juden, die das Land aussaugten, müsse verlangt werden, endlich körperlich zu arbeiten. Sie sollten ihre Auffassung von koscheren Lebensmitteln fallen lassen und die jüdischen Feiertage aufgeben. Christen und Juden könnten sich sonst nie annähern und zusammenleben. Eine Verschmelzung sei unmöglich, da dann auch die Deutschen – die Endner mit den Christen gleichsetzte – einen Teil ihrer Identität opfern müssten. Das Eigentümliche des Juden sei dem natürlichen Gefühl des Deutschen eben unsympathisch, unangenehm, zum Teil selbst widerlich. Von den Juden müsse mehr Toleranz und Bescheidenheit – nach Endners Meinung besondere deutsche Charaktereigenschaften – gefordert werden.
Heinrich G. Nordmann veröffentlichte im April 1880 den Aufsatz Professoren über Israel: von Treitschke und Breßlau, in dem er die jüdische Religion scharf kritisierte. 1883 ließ er unter seinem Pseudonym H. Naudh sein 1861 erstmals veröffentlichtes Pamphlet Die Juden und der deutsche Staat folgen. Es erlebte 13 Auflagen bis 1920 und wurde ab 1885 von Theodor Fritsch herausgegeben. Darin hieß es:

„Ein Staat darf nicht den sittlichen Inhalt einer fremden, besonderen Religion ignorieren und auch nicht eine fremde Rasse wie die jüdische. Jude sein heißt, der ganzen übrigen Welt feindselig entgegenzustellen. Jedes Volk muss sich daher vor den Juden hüten… Sie bilden eine Aristokratie des schmutzigen Materialismus. Es gibt nur deutsch redende Juden, nicht aber jüdische Deutsche. Durch das Hereinziehen der Juden in das deutsche Staatswesen wird das Nationalgefühl der Deutschen verletzt und die sittliche Gemeinschaft untergraben. In der Hand des Juden verwandelt sich jede Frage in eine Geldfrage. Nur blödsinnige Ideologen konnten auf das deutsche Staatswesen die Juden loslassen.“

Ähnlich äußerte sich auch der Bismarckreferent Julius Hermann Moritz Busch (1821–1899).

## Theodor Mommsens Eingreifen

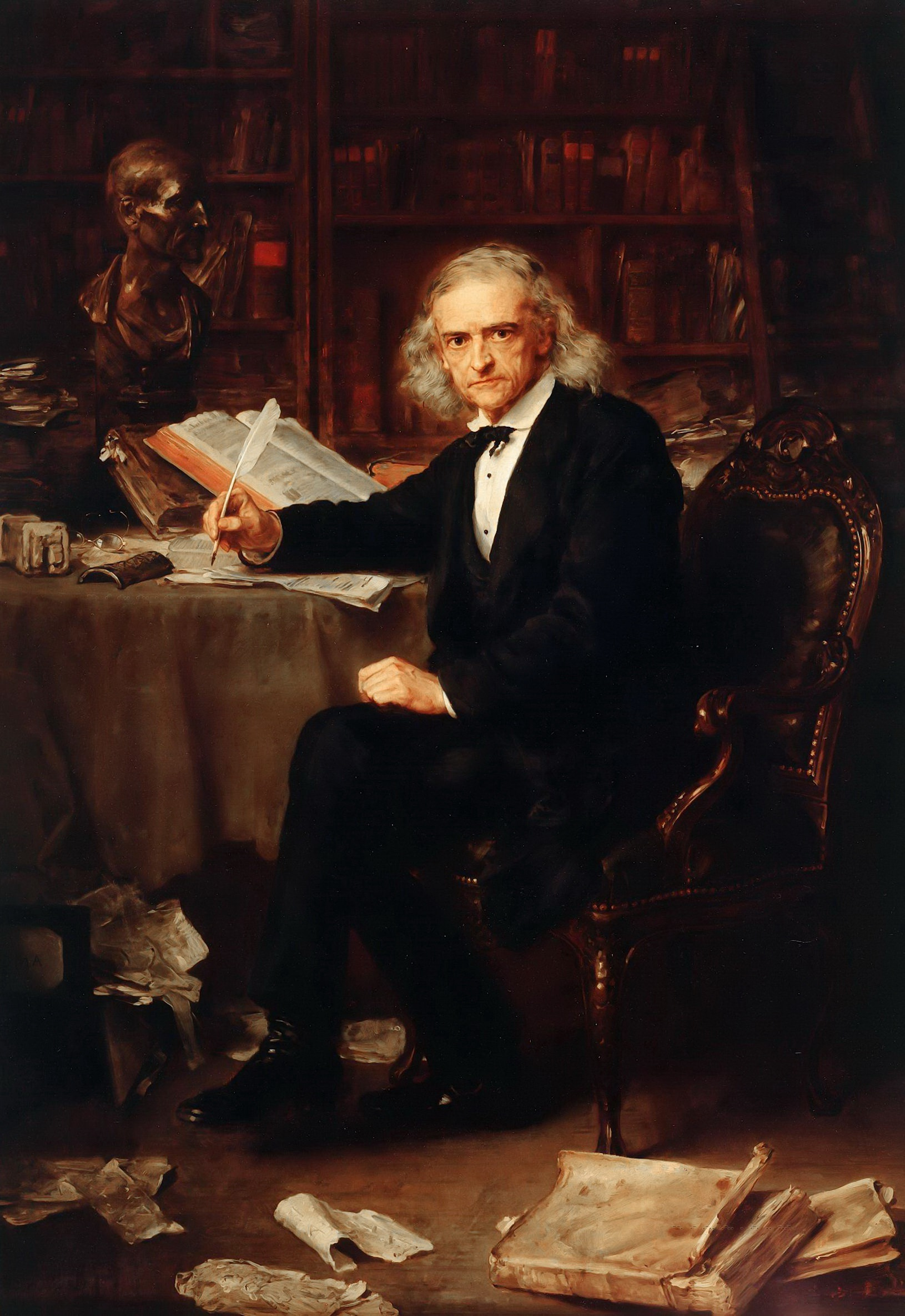
Theodor Mommsen 1881

Theodor Mommsen, der damals in Deutschland als Historiker vergleichbares Ansehen genoss wie Treitschke, griff in die Debatte erst ein Jahr nach ihrem Beginn ein: nicht unter parteipolitischem Aspekt, sondern mit fundamentaler Kritik. Treitschkes auslösenden Aufsatz hatte er jedoch sofort für das „Entsetzlichste“ oder „Scheußlichste“ erklärt, „was je geschrieben ward“: Dies berichtete ein Brief des Historikers Karl Wilhelm Nitzsch vom 19. Dezember 1879. Auch Treitschke selbst berichtete Ende Januar 1880, er habe von heftigen Äußerungen Mommsens im Hause des liberalen Historikers Wattenbach gehört:

„Mommsen war vorgestern bei Wattenbachs geradezu toll und sprach wie Bamberger oder Cassel; allerdings hatte er vorher Wein getrunken.“

Am 18. März 1880 hielt Mommsen eine Akademierede vor den versammelten Honoratioren der Berliner Friedrich-Wilhelms-Universität. Darin spielte er erkennbar auf Treitschke an, ohne ihn aber namentlich zu erwähnen:

„Regt man nicht in den socialen und den wirtschaftlichen Fragen das Element des Egoismus der Interessen wie des nationalen Egoismus in einer Weise auf, dass die Humanität als ein überwundener Standpunkt erscheint? Der Kampf des Neides und der Missgunst ist nach allen Seiten hin entbrannt. Wirft man uns doch die Fackel in unsere eigenen Kreise, und der Spalt klafft bereits in dem wissenschaftlichen Adel der Nation.“

Dies erregte Aufsehen und wurde in der liberalen Presse als besonders mutig gewürdigt.
Im August 1880 initiierten die Lehrer Bernhard Förster und Ernst Henrici sowie der Politiker Max Liebermann von Sonnenberg die Antisemitenpetition. Sie forderte, ausländischen Juden die Einwanderung zu verbieten, alle nach Deutschland eingewanderten polnischen Juden auszuweisen, Juden aus dem gehobenen Staatsdienst zu entlassen, keine weiteren jüdischen Volksschullehrer einzustellen und eine so genannte Judenstatistik wieder einzuführen, um eine Sondersteuer für sie erheben zu können. Dies lief auf die schrittweise Rücknahme der Emanzipationsgesetze hinaus.
In der Version einer „Studentenpetition“ wurden die Forderungen ab Oktober 1880 in Hunderttausenden Flugblättern an den deutschen Universitäten verteilt. Treitschke stand diesem Bemühen nach brieflichen Aussagen von Paul Dulon, dem Berliner Organisator des „Komitees zur Verbreitung der Petition unter der Studentenschaft“, positiv gegenüber und wurde deshalb von den Berliner Studenten als Werbeträger und Vorbild zitiert.
Daraufhin gab Mommsen seine bisherige Zurückhaltung auf und entschloss sich zum direkten öffentlichen Widerspruch. Auch andere Berliner Honoratioren verstanden die Petition als Angriff auf die erreichte Liberalität, dem entgegenzutreten sei. Daher veröffentlichten 75 angesehene Berliner Bürger am 14. November 1880 eine so genannte Notabeln-Erklärung gegen den Antisemitismus in der Nationalzeitung Berlin. Darin hieß es:

„In unerwarteter und tief beschämender Weise wird jetzt und an verschiedenen Orten, zumal in den größten Städten des Reiches, der Rassenhass und der Fanatismus des Mittelalters wieder ins Leben gerufen und gegen unsere jüdischen Mitbürger gerichtet. […]
 … gebrochen wird die Vorschrift des Gesetzes wie die Vorschrift der Ehre, dass alle Deutschen in Rechten und Pflichten gleich sind. […] Schon hört man den Ruf nach Ausnahmegesetzen und Ausschließung der Juden von diesem oder jenem Beruf oder Erwerb, von Auszeichnungen und Vertrauensstellungen. Wie lange noch wird es währen, bis der Haufe auch in diesen einstimmt?
 Noch ist es Zeit, der Verwirrung entgegenzutreten und nationale Schmach abzuwenden, noch kann die künstlich angefachte Leidenschaft der Menge gebrochen werden durch den Widerstand besonnener Männer. […]
 Verteidigt in öffentlicher Erklärung und ruhiger Belehrung den Boden unseres gemeinsamen Lebens: Achtung jedes Bekenntnisses, gleiches Recht, gleiche Sonne im Wettkampf, gleiche Anerkennung tüchtigen Strebens für Christen und Juden.“

Erstunterzeichner waren u. a. die Professoren Johann Gustav Droysen, Rudolf von Gneist, Rudolf Virchow und Theodor Mommsen. Dieser hatte den Entwurf des Berliner Stadtschulrats Bertram mit einigen aufrüttelnden Sätzen verschärft. Von ihm stammte z. B. der Satz vom Gesetzes- und Ehrbruch sowie von „Männern, die von der Kanzel und vom Katheder an Gotthold Ephraim Lessings Erbe rüttelten“: Dass dies auf Stöcker und Treitschke gemünzt war, verstand das Berliner Publikum.
Es folgte ein direkter Schlagabtausch zwischen Treitschke und Mommsen in Leserbriefen an verschiedene Berliner Tageszeitungen. Treitschke unterstrich am 17. November in der konservativen »Post«:

„Was ich als Publizist vor Jahresfrist über die gegenwärtige Stellung des Judenthums geschrieben habe, halte ich aufrecht, bis man mich durch Gründe eines Bessern belehrt haben wird. Volltönende Worte pathetischer Entrüstung betrachte ich nicht als Widerlegung.“

Darauf bestätigte Mommsen in einem Brief vom 19. November an die »Nationalzeitung«, dass sich seine Kritik auf Treitschke persönlich bezogen habe. Dieser habe seine öffentlichen Rollen als Publizist und akademischer Lehrer durch seine Kontakte mit antisemitischen Aktivisten unter den Studenten auf ungebührliche Weise vermischt und seine Autorität für Politik missbraucht.
Treitschke reagierte am 21. November ebenfalls in der »Nationalzeitung«, indem er Sätze aus Mommsens Römischer Geschichte ohne Kontext zitierte, um diesen als unglaubwürdig hinzustellen:

„Ich theile nicht die pessimistische Ansicht meines Kollegen Mommsen, dass überall in der Welt „das Judentum ein wirksames Ferment des Kosmopolitismus und der nationalen Decomposition“ bilde (RG III 550), sondern ich lebe der Hoffnung, es werde der vollzogenen Emancipation im Laufe der Jahre auch die innere Verschmelzung und Versöhnung folgen.“

Er stellte Mommsen also als den eigentlichen Antisemiten hin, dem gegenüber er die nationale Versöhnung mit den Juden anstrebe.
Dies veranlasste Mommsen am 10. Dezember 1880 zu dem Aufsatz Auch ein Wort über unser Judentum. Darin verurteilte er das antisemitische Ressentiment als ethisch verwerflich, betonte die positiven Seiten des Judentums und die Notwendigkeit einer kulturellen Vielfalt und Vermischung:

„Ein gewisses Abschleifen der Stämme aneinander, die Herstellung einer deutschen Nationalität, welche keiner bestimmten Landsmannschaft entspricht, ist durch die Verhältnisse unbedingt geboten … Dass die Juden in dieser Richtung seit Generationen wirksam eingreifen, halte ich keineswegs für ein Unglück, und ich bin überhaupt der Ansicht, dass die Vorsehung weit besser als Herr Stöcker begriffen hat, warum dem germanischen Metall für seine Ausgestaltung einige Prozent Israel beizusetzen waren.“

Damit nahm er nun vollends die Rolle des Gegenparts zu den antisemitischen Agitatoren Berlins ein, übernahm aber inhaltlich die Annahme, es gäbe einen „jüdischen Volkscharakter“, der „deutsches Wesen“ gravierend verändere, nur dass er dies positiv beurteilte. Deshalb zitierten Antisemiten diesen Satz oft als Beleg für eine von Juden angeblich ausgehende Zersetzung der Nation.
Am 15. Dezember 1880 dementierte Treitschke auf Mommsens Drängen hin, dass er die Studentenpetition unterstützt habe, wurde aber deshalb von deren Hauptorganisator Paul Dulon in einem Privatbrief der Falschdarstellung bezichtigt.

## Folgen
Indem nunmehr die beiden bekanntesten Historiker Deutschlands öffentlich gegeneinander polemisierten, erreichte der Streit in den Medien einen Höhepunkt und spaltete die Nation in Befürworter und Gegner Treitschkes. Mommsen erreichte, dass nun die liberale Presse gegen den Antisemitismus Stellung bezog; auch die meisten Professoren an der Friedrich-Wilhelms-Universität und alte Studienfreunde wie Levin Goldschmidt grenzten sich von Treitschke ab. Nur drei seiner Universitätskollegen – der Jurist Heinrich Brunner, der Historiker Karl Wilhelm Nitzsch und Herman Grimm – stellten sich ausdrücklich hinter ihn.
Außer Mommsen wiesen weiterhin kaum Nichtjuden unter den Akademikern öffentlich Treitschkes antijüdische Vorwürfe zurück. Da dieser jedoch auf Mommsens Replik nicht mehr antwortete, schien er den Streit für die öffentliche Wahrnehmung verloren zu haben, so dass die mediale Beachtung danach abnahm. Doch seine Sicht war von nun an nicht mehr aus dem gesellschaftlichen Diskurs zu verbannen, sondern blieb im gehobenen Bürgertum attraktiv, breitete sich weiter aus und konnte in Krisenzeiten neu hervorbrechen.
Treitschkes ressentimentgeladene, nicht wissenschaftlich begründete Ausgrenzung der jüdischen Minderheit versuchte die gerade erst gewonnene und noch sehr labile nationale Einheit künstlich auf Kosten der Juden zu forcieren. Die meisten Reaktionen darauf waren apologetisch und defensiv; viele teilten die Grundannahmen einer ethnischen oder rassischen Besonderheit der Juden, die ihnen verstärkte Anpassungsleistungen abverlangte. Treitschke sah sich selbst nicht als Rasse-Antisemiten; er dachte eher nationalistisch. Gerade deshalb trugen seine Parolen weitaus mehr zur Verbreitung des Antisemitismus im Bürgertum bei als diejenigen Gründer und Vertreter offen antisemitischer Gruppen und Parteien, die sich programmatisch auf die Ausgrenzung oder Vertreibung der Juden festlegten.
Der zwei Jahre lang intensiv publizierte und kommentierte Streit etablierte auch scheinbar gemäßigte Formen der Judenablehnung als kulturellen Code und schwächte damit die gesellschaftlichen Abwehrkräfte gegen Diskriminierung von Minderheiten. Er beendete die Hoffnungen eines Teils der jüdischen Intellektuellen auf Anerkennung im Kaiserreich und verstärkte die Hinwendung zum Zionismus.
Der Streit fand im Zusammenhang der dritten antisemitischen Welle in Deutschland nach 1819 und 1873 statt und wurde von Ausschreitungen begleitet. Der Berliner Korrespondent der New York Times schrieb dazu am 18. November 1880:

„Seit einiger Zeit findet eine einzelne gewaltsame antijüdische Agitation überall in Deutschland prominente Unterstützer. […] Die selbsternannten Vertreter des Teutonismus oder Germanismus brachten die Klage auf, dass die Wohltaten der schwerverdienten nationalen Einheit von Mitgenossen fremder und semitischer Rasse monopolisiert würden; und die groben, ungebildeten Klassen… griffen den Ruf als Echo auf… Während der letzten Monate haben Zeitungen Beleidigungen und Gewalttaten an Menschen jüdischen Blutes in ganz Deutschland registriert, die in einigen Fällen mit mittelalterlichen Entwürdigungen vergleichbar sind.“

Am 20. und 22. November 1880 brachten die Abgeordneten der Deutschen Fortschrittspartei die antisemitische Bewegung und insbesondere die Antisemitenpetition vor den preußischen Landtag. Sie fragten in der Interpellation Hänel an, wie die Regierung zu der Bewegung stehe und ob Beschränkungen der Rechte der Juden beabsichtigt seien. Von Regierungsseite wurde nur bestätigt, dass eine Änderung des Rechtszustandes nicht beabsichtigt sei, aber keine Position zur antisemitischen Bewegung bezogen. In der zweitägigen Debatte vertraten Abgeordnete der Konservativen und des Zentrums antisemitische Argumente. Dem widersprachen die Abgeordneten der Deutschen Fortschrittspartei und der Liberalen Vereinigung. Der fortschrittliche Eugen Richter wies in dieser Debatte auf die letzten Konsequenzen der antisemitischen Bewegung hin:

„Meine Herren! die ganze Bewegung hat einen durchaus ähnlichen Charakter in Bezug auf das letzte Ziel, in Bezug auf die Methode, wie die sozialistische. (Zuruf.) Das ist es, worauf es ankommt. Die kleinen graduellen Unterschiede treten vollständig zurück, das ist gerade das besonders perfide an der ganzen Bewegung, daß während die Sozialisten sich bloß kehren gegen die wirthschaftlich Besitzenden, hier der Racenhaß genährt wird, also etwas, was der einzelne nicht ändern kann und was nur damit beendigt werden kann, daß er entweder todtgeschlagen oder über die Grenze geschafft wird.“

Als Reaktion auf eine antisemitische Veranstaltung am 17. Dezember 1880 in den Reichshallen in Berlin, auf der Ernst Henrici gegen die Juden gehetzt hatte, luden Vertreter der Deutschen Fortschrittspartei die Wahlmänner aller Parteien für den 12. Januar 1881 ebenfalls in die Reichshallen zu einer Versammlung ein, um zu demonstrieren, dass die Bürger von Berlin keineswegs auf Seiten der antisemitischen Bewegung standen, sondern diese verurteilten. Vor den 2500 Teilnehmern hielten der Fortschrittliche Rudolf Virchow, der Nationalliberale Albrecht Weber und Eugen Richter die Reden. Dann wurde eine Resolution angenommen, die die antisemitische Bewegung scharf zurückwies.
In seiner von häufigem Beifall unterbrochenen Rede geißelte Richter die besonders unter Studenten grassierende antisemitische Bewegung, die sich der Argumente Treitschkes bediente:

„1870 schlugen sich die Deutschen tapfer gegen den Feind, heute glaubt man ein tapferer Deutscher zu sein, wenn man erst die Juden hinaushaut und dann unter sich in Versammlungen allerlei Klatschgeschichten über sie erzählt, die nicht nur keines deutschen Mannes, sondern überhaupt keines erwachsenen Mannes würdig sind! (Allseitiger Beifall.) Heute sieht man es als eine Heldenthat an, wenn man mehr trinkt, wie die Juden, und tadelt es als gebildete Nation, daß die Juden so viel Kinder auf höhere Schulen schicken, und wenn man dann alle diese wackeren Thaten verrichtet hat — dann singt man: „Deutschland, Deutschland über Alles!“ (Stürmische Heiterkeit.) Wahrlich: Unseren Freund Hoffmann von Fallersleben hat ein gütiges Geschick davor bewahrt, diesen Mißbrauch seines prachtvollen Liedes mit erleben zu müssen, denn, das gestehe ich offen: wenn das deutsch, wenn das christlich sein soll, dann möchte ich lieber überall in der Welt sein, als im christlichen Deutschland! (Lebhafter Beifall.)“

Ferner bezog sich Richter auf die Worte des Kronprinzen und späteren Kaisers Friedrich, der schon im Februar 1880 die antisemitische Bewegung als eine „Schmach für Deutschland“ bezeichnet hatte. Der Kronprinz bestätigte am 14. Januar 1881 seine Worte noch einmal, die dann am folgenden Tag in der National-Zeitung abgedruckt wurden. Insbesondere bezog er sich auf von Treitschke mit den Worten:

„Was sein Gefühl dabei am meisten verletze, sei die Hineintragung dieser Tendenzen in die Schule und die Hörsäle; in die Pflanzstätten des Edlen und Guten sei dieses böse Samenkorn hineingeworfen worden. Hoffentlich werde es nicht zur Reife gelangen. Er vermöge es nicht zu fassen, wie Männer, die auf geistiger Höhe stehen oder ihrem Berufe nach stehen sollten, sich hier zu Trägern und Hilfsmitteln, einer in ihren Voraussetzungen und Zielen gleichmäßig verwerflichen Bewegung hergeben könnten.“

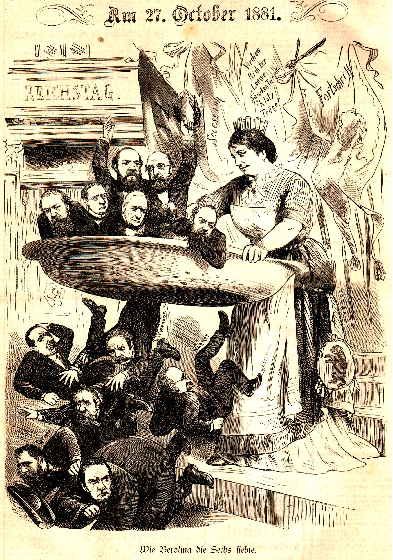
Wie Berolina die Sechs siebte. – Am 27. Oktober 1881 erhalten bei den Reichstagswahlen die Kandidaten der Fortschrittspartei (Rudolf Virchow, Eugen Richter, Albert Träger, Kurt von Saucken-Tarputschen, Ludwig Loewe und Moritz Klotz) im ersten Wahlgang die meisten Stimmen in allen sechs Berliner Wahlkreisen. Die Kandidaten der antisemitischen Berliner Bewegung fallen durch das Sieb.

Nach Hetzreden Henricis vom 14. Februar kam es am 18. Februar 1881 zum unaufgeklärten Synagogenbrand von Neustettin, dem 1883 ein Prozess gegen örtliche Juden als vermeintliche Brandstifter folgte. Die im April 1881 übergebene Antisemitenpetition beantwortete Bismarck nicht. Ihre Forderungen wurden im Kaiserreich teilweise auf administrativem Wege umgesetzt. So wurde ab dem Jahre 1884 die Politik gegen jüdische Einwanderer verschärft, wobei es im Juli 1884 zur Ausweisung einiger hundert russischer Juden aus Berlin kam (von Oktober 1883 bis Oktober 1884 insgesamt 677 Personen). Im September 1884 wurde der Zuzug von Rabbinern und Synagogenbeamten vom preußischen Innenminister Robert von Puttkamer beschränkt:

„Zunächst wurde durch Circular-Reskript vom 30. Sept. 1884 (M. Bl. S. 236) bestimmt, daß die Genehmigung  zur Annahme ausländischer Juden als Rabbiner und Synagogenbeamte von den Bezirksregierungen nicht ohne vorherige Einholung der Zustimmung des Ministers des Innern ertheilt werde, während bis dahin durch Cirk.-Erl. vom 30. Jan. 1851 die Regierungen ermächtigt waren, diese Genehmigung an der Stelle des Ministers ohne weiteres zu ertheilen. Zugleich wurde in dem Reskript vom 30. Sept. 1884 ausgesprochen, daß im Allgemeinen die Annahme der gedachten Personen als Kultusbeamte nicht wünschenswerth sei, und daß, falls doch eine derartige Annahme genehmigt wird, der angenommene Rabbiner oder Synagogenbeamte, wenn er sich lästig macht, gleich anderen Ausländern auszuweisen sei.“

Als Nächstes wurde dann gegen geltendes Recht die Einbürgerung (Naturalisation) jüdischer Einwanderer unterbunden:

„Einige Zeit später wurden vom Minister des Innern die Regierungen angewiesen, bei Naturalisationsgesuchen jüdischer Ausländer vor der Ertheilung der Naturalisation seine Genehmigung einzuholen. ... Ferner sprach der Minister das Princip aus, daß jüdischen Einwanderern aus Russisch-Polen und aus Galizien die Naturalisation in Preußen grundsätzlich zu versagen sei. Mit dieser Versagung werde es sehr genau genommen; der Minister lehnte ausnahmslos in jedem ihm von den Bezirksregierungen eingereichten Fall die Aufnahme in den Preußischen Staatsverband ab.“

Im Zuge der Polenausweisungen aus dem Königreich Preußen wurden 1885 etwa 35.000 Personen des Landes verwiesen. Darunter waren Juden mit ungefähr 10.000 besonders stark vertreten. Mit der nächsten Volkszählung wurde auch die in der Antisemitenpetition geforderte Aufgliederung nach Religionsgruppen von der preußischen Regierung umgesetzt. Politisch scheiterte die antisemitische „Berliner Bewegung“ bei den Reichstagswahlen von 1881 mit ihrem Ziel, die Deutsche Fortschrittspartei aus der Hauptstadt zu verdrängen. Stattdessen bereitete ihnen die Deutsche Fortschrittspartei eine umfassende Niederlage, als sie alle sechs Sitze für Berlin mit teils großer Mehrheit errang. Bei diesen und den folgenden Reichstagswahlen gewannen die liberalen Parteien allgemein wieder an Stimmen.
Die Unterzeichner der Notabeln-Erklärung gründeten 1890 auf Initiative Mommsens den linksliberalen Verein zur Abwehr des Antisemitismus. Dieser bezeichnete als sein Ziel einen „vollkommenen Verschmelzungsprozess“ der deutschen Juden mit ihrer nichtjüdischen Umwelt.

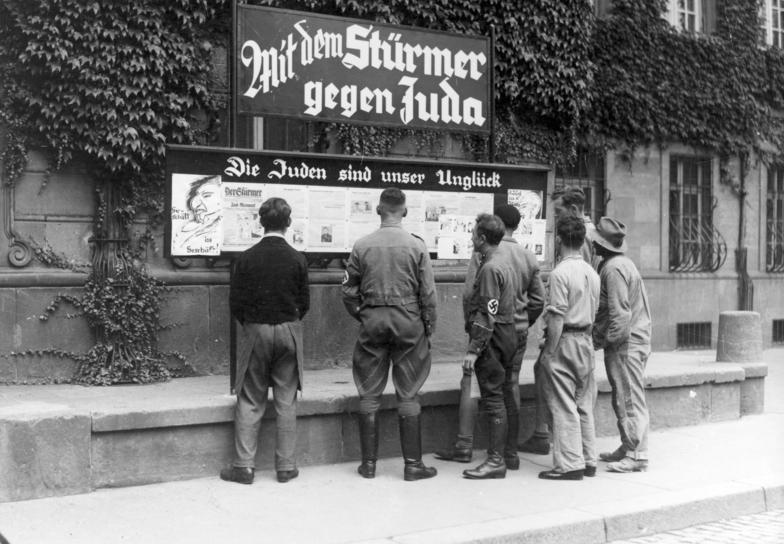
„Die Juden sind unser Unglück“ und andere antisemitische Parolen auf einem Werbekasten der Zeitschrift Der Stürmer, davor Männer mit Hakenkreuz-Armbinden (1935)

Die langfristigen Folgen des nunmehr etablierten Antisemitismus waren für die Juden in Deutschland einschneidend. So urteilt Karsten Krieger:

„Wahrscheinlich prägte Treitschke wie kein zweiter das Identitätsbewusstsein sowohl der Führungseliten als auch der Mittelschichten im Deutschen Kaiserreich. Die durch ihn beförderte und in ein nationales Weltbild integrierte scheinbare Domestizierung der Judenfeindschaft hat vermutlich maßgeblich dazu beigetragen, dass der Antisemitismus einen integralen Bestandteil des eigenen Weltverständnisses bildete, dessen zerstörerisches Potenzial sich allerdings erst seit dem Ersten Weltkrieg offenbarte.“

Ein der Notabeln-Erklärung vergleichbarer Protest der akademischen Elite gegen grassierende Judenhetze blieb in der Weimarer Republik aus. Treitschkes Satz „Die Juden sind unser Unglück“ wirkte fort und wurde in den 1930er Jahren zur Titelzeile des nationalsozialistischen Hetzblattes Der Stürmer.

## Damalige Streitschriften
Heinrich von Treitschke:
- Unsere Aussichten. In: Preußische Jahrbücher. Bd. 44, 1879, ISSN 0934-0688, S. 559–576, online (PDF; 1,18 MB).
- Herr Graetz und sein Judenthum. In: Preußische Jahrbücher. Bd. 44, 1879, S. 660–670, online (PDF; 650 kB).
- Noch einige Bemerkungen zur Judenfrage. In: Preußische Jahrbücher. Bd. 45, 1880, S. 85–95, online (PDF; 723 kB).
- Ein Wort über unser Judenthum. Sonderabdruck aus: Preußische Jahrbücher. Bd. 44 und 45, 1879 und 1880, es erschienen vier Auflagen.
- Zur inneren Lage am Jahresschlusse. In: Preußische Jahrbücher. Bd. 46, 1880, S. 639–645.

Unterstützer:
- Wilhelm Endner: Zur Judenfrage. Offene Antwort auf das offene Sendschreiben des Herrn Dr. Harry Breßlau an Herrn von Treitschke. Hahne, Berlin 1880, online (PDF; 11,68 MB).

Gegner:
- Heinrich Graetz: Erwiderung an Herrn von Treitschke. In: Schlesische Presse. Nr. 859, 7. Dezember 1879, ZDB-ID 2070070-2.
- Heinrich Graetz: Mein letztes Wort an Professor von Treitschke. In: Schlesische Presse. Nr. 907, 28. Dezember 1879.
- Theodor Mommsen: Brief an die Redaktion der Nationalzeitung. In: Nationalzeitung. Nr. 545, 20. November 1880, ZDB-ID 984287-1.
- Theodor Mommsen: Auch ein Wort über unser Judenthum. Weidmann, Berlin 1880. (Online)

## Belege
1. ↑  Julius H. Schoeps: Das Evangelium der Intoleranz. 2003, S. 2.
2. ↑  Heinrich von Treitschke: Unsere Aussichten (PDF; 1,2 MB), in: Preußische Jahrbücher, Band 44, 1879, S. 559–576; Auszug auch abgedruckt in Walter Boehlich (Hrsg.): Der Berliner Antisemitismusstreit. 1965, S. 5–12.
3. ↑  Treitschke: Unsere Aussichten. (PDF; 1,2 MB), dort S. 575.
4. ↑  Antwort an Professor Dr. v. Treitschke, Bonn. 9. December. In: Allgemeine Zeitung des Judenthums. Bd. 43, H. 50, 1879, S. 785–787, Zitate S. 787. (online)
5. ↑  Karl Heinrich Rengstorf, Siegfried von Kortzfleisch (Hrsg.): Kirche und Synagoge. Handbuch zur Geschichte von Christen und Juden. Darstellung mit Quellen (= dtv. dtv/Klett-Cotta 4478). Band 2. Klett-Cotta im Deutschen Taschenbuch-Verlag, München 1988, ISBN 3-12-906730-2, S. 677.
6. ↑  Karl Heinrich Rengstorf, Siegfried von Kortzfleisch (Hrsg.): Kirche und Synagoge. Handbuch zur Geschichte von Christen und Juden. Darstellung mit Quellen (= dtv. dtv/Klett-Cotta 4478). Band 2. Klett-Cotta im Deutschen Taschenbuch-Verlag, München 1988, ISBN 3-12-906730-2, S. 678.
7. ↑  Walter Boehlich (Hrsg.): Der Berliner Antisemitismusstreit. 1965, S. 35.
8. ↑  Walter Boehlich (Hrsg.): Der Berliner Antisemitismusstreit. 1965, S. 44.
9. ↑  Kai Hanstein: Der Berliner Antisemitismusstreit (Memento vom 16. Januar 2008 im Internet Archive).
10. ↑  Günter Regneri: Salomon Neumann's Statistical Challenge to Treitschke: The Forgotten Episode that Marked the End of the „Berliner Antisemitismusstreit“. In: Leo Baeck Institute Yearbook. Bd. 43, Nr. 1, 1998, S. 129–153, doi:10.1093/leobaeck/43.1.129.
11. ↑  Walter Boehlich (Hrsg.): Der Berliner Antisemitismusstreit. 1965, S. 244.
12. ↑  Walter Boehlich (Hrsg.): Der Berliner Antisemitismusstreit. 1965, S. 107.
13. ↑  zitiert nach dem Antisemitenkatechismus von Theodor Fritsch (Memento vom 30. September 2007 im Internet Archive).
14. ↑  zitiert nach Jürgen Malitz: „Auch ein Wort über unser Judenthum“. Theodor Mommsen und der Berliner Antisemitismusstreit. 2005, S. 137–164, hier S. 11, (pdf; 235 kB).
15. ↑  zitiert nach Jürgen Malitz: „Auch ein Wort über unser Judenthum“. Theodor Mommsen und der Berliner Antisemitismusstreit. 2005, S. 137–164, hier S. 12, (pdf; 235 kB).
16. ↑  Norbert Kampe: Studenten und „Judenfrage“ im Deutschen Kaiserreich. Die Entstehung einer akademischen Trägerschicht des Antisemitismus (= Kritische Studien zur Geschichtswissenschaft. Bd. 76). Vandenhoeck & Ruprecht, Göttingen 1988, ISBN 3-525-35738-9, S. 23 ff. (Zugleich: Berlin, Technische Universität, Dissertation, 1983); Matthias Brosch: Rezension von Karsten Krieger: Der „Berliner Antisemitismusstreit“ 1879–1881.
17. ↑  Walter Boehlich (Hrsg.): Der Berliner Antisemitismusstreit. 1965, S. 205.
18. ↑  Jürgen Malitz: Mommsen, Caesar und die Juden. In: Hubert Cancik, Hermann Lichtenberger, Peter Schäfer (Hrsg.): Geschichte – Tradition – Reflexion. Festschrift für Martin Hengel zum 70. Geburtstag. Band 2: Griechische und Römische Religion. Mohr, Tübingen 1996, ISBN 3-16-146676-4, S. 371–387.
19. ↑  Walter Boehlich (Hrsg.): Der Berliner Antisemitismusstreit. 1965, S. 209 f.
20. ↑  Walter Boehlich (Hrsg.): Der Berliner Antisemitismusstreit. 1965, S. 218.
21. ↑  Shulamit Volkov: Antisemitismus als kultureller Code. In: Shulamit Volkov: Jüdisches Leben und Antisemitismus im 19. und 20. Jahrhundert. 10 Essays. Beck, München 1990, ISBN 3-406-34761-4, S. 13–36.
22. ↑  Wilfried Enderle: Rezension von Karsten Kriegers Berliner Antisemitismusstreit 1879–1881. (2004, pdf).
23. ↑  Antisemitenpetition (1880–1881). In: Deutsche Geschichte in Dokumenten und Bildern. Website des Deutschen Historischen Instituts in Washington.
24. ↑  Die Judenfrage vor dem preußischen Landtage.
25. ↑  Leopold Auerbach: Das Judenthum und seine Bekenner. Verlag von Sigmar Mehring, Berlin 1890, S. 47, (online)
26. ↑  Die Verurtheilung der antisemitischen Bewegung durch die Wahlmänner von Berlin: Bericht über die allgemeine Versammlung d. Wahlmänner aus d. 4. Berliner Landtags-Wahlkreisen am 12. Jan. 1881. C. Bartel, Berlin 1881.
27. ↑  Verurtheilung der antisemitischen Bewegung durch die Wahlmänner von Berlin
28. ↑  Berliner Wespen. 14. Jahrgang, Nr. 43, 2. November 1881.
29. ↑  Gerd Hoffmann: Der Prozeß um den Brand der Synagoge in Neustettin (Rezension)
30. ↑  Vgl. Helmut Neubach: Die Ausweisungen von Polen und Juden aus Preussen 1885/86. Ein Beitrag zu Bismarcks Polenpolitik und zur Geschichte des deutsch-polnischen Verhältnisses (= Marburger Ostforschungen. Bd. 27). Harrassowitz, Wiesbaden 1967, S. 21 (Zugleich: Mainz, Universität, Dissertation, 1962).
31. ↑  Leopold Auerbach: Das Judenthum und seine Bekenner. Verlag von Sigmar Mehring, Berlin 1890, S. 117–118.
32. ↑  Leopold Auerbach: Das Judenthum und seine Bekenner. Verlag von Sigmar Mehring, Berlin 1890, S. 118.
33. ↑  Margit Szöllösi-Janze: Fritz Haber 1868–1934. Eine Biographie. C. H. Beck, München 1998, ISBN 3-406-43548-3, S. 60 (Textauszug online).
34. ↑  Karsten Krieger: Der Berliner Antisemitismusstreit 1879–1881. 2003, S. 31.